# Flann O’Brien
Brian O’Nolan (írül: Brian Ó Nualláin; ismertebb nevén Flann O’Brien) (Strabane, 1911. október 5. – Dublin, 1966. április 1.) ír regény- és drámaíró, akit a huszadik századi ír irodalom egyik fő alakjaként és a modernista és a posztmodern irodalom kulcsfigurájaként tartják számon. Angol nyelvű regényeit, mint például az At Swim-Two-Birds és a The Third Policeman O’Brien írói néven publikálta. A The Irish Times számos szatirikus rovata és egy ír nyelvű, An Béal Bocht című regénye Myles na gCopaleen néven íródott.
Regényeinek bizarr humorát sokan kedvelték. Regényíróként James Joyce volt rá hatással, de ennek ellenére szkeptikus volt Joyce kultuszával szemben.

## Élete
O’Nolan Észak-Írországban, a Tyrone megyei (Ulster) Strabane-ben született. Édesapja, Michael Vincent O’Nolan a függetlenség előtti tisztviselő volt az Egyesült Királyság Vámszolgálatánál, amely szerepkör gyakori költözést igényelt Anglia, Skócia és Írország városai között. Bár látszólag erős ír köztársasági nézeteket vallott, foglalkozása miatt kénytelen volt diszkréten viszonyulni nézeteihez. Az Ír Szabad Állam 1921-es megalakulásakor (így Írország déli 26 megyéje már nem volt az Egyesült Királyság része) idősebb O’Nolan csatlakozott az ír adóhatósághoz.
O’Nolan édesanyja, Agnes (született Gormley) szintén ír köztársasági családból származott Strabane-ban, az akkori és ma is nagyrészt nacionalista és katolikus városban. Brian volt a harmadik a 12 gyerek (Ő, valamint Gearóid, Ciarán, Roisin, Fergus, Kevin, Maeve, Nessa, Nuala, Sheila, Niall és Micheál) közül. Noha viszonylag jómódúak voltak, az O’Nolan-gyerekek gyermekkoruk egy részében otthoni oktatásban részesültek apjukkal levelezve. Brian és testvérei csak akkor jártak rendszeresen iskolába, amikor apját véglegesen Dublinba küldték.

## Diákévek
O’Nolan a „Synge Street Christian Brothers School”-ba járt, amelyet a The Hard Life című regényében örökített meg, részben önéletrajzi leírásokkal az ottani tapasztalatairól. Az írországi Christian Brothers (Keresztény Testvérek Kongregációja) irigylésre méltó hírnévre tett szert az erőszak és a testi fenyítés túlzott és szükségtelen alkalmazása miatt, ami néha életre szóló lelki traumát okozott tanítványaiknak.
A „Blackrock College”-ot azonban, ahol O’Nolan továbbképzése folytatódott, a Szentlélek-atyák irányították, akiket intellektuálisabbnak tartottak, és kevésbé valószínű, hogy alkalmaztak testi fenyítést diákjaikkal szemben. A Blackrock nagyon kiemelkedő iskola volt és maradt Írországban, ahol a függetlenség utáni rendszer számos tagját oktatta, köztük elnököket, miniszterelnököket, minisztereket és üzletembereket.
O’Brient a Kollégium elnöke és a leendő érsek, John Charles McQuaid tanította angolul.
O’Brien csodálatosan írt a „University College Dublin” (UCD) hallgatói évei alatt, amely akkoriban Dublin déli városközpontja körül különböző épületekben helyezkedett el (számos kocsmával és kávézóval). Ott aktív és ellentmondásos tagja volt a jól ismert Irodalmi és Történelmi Társaságnak (Literary and Historical Society). Írt az ír „Comhthrom Féinne (Fair Play)” diáklapnak különféle neveken, főleg Brother Barnabas (Barnabás testvér) álnéven.
1934-ben O’Brien és egyetemi barátai egy rövid életű irodalmi folyóiratot alapítottak Blather címen.
O’Brien, aki Dublinban tanult németül, 1933 és 1934 legalább egy részét a náci Németországban töltötte, nevezetesen Kölnben és Bonnban, bár a részletek bizonytalanok és vitatottak. 1965-ben azt állította, hogy „hosszú hónapokat töltött a Rajna-vidéken és Bonnban, hogy eltávolodjon a szigorú tanulmányi törekvésektől.” Eddig nem került elő olyan külső bizonyíték, amely alátámasztaná ezt az ott-tartózkodást (vagy egy szintén anekdotikus, rövid távú házasságát egy kölni Clara Ungerlanddal).

## Közszolgálat
O’Brien személyes helyzetének kulcsfontosságú jellemzője az ír kormány köztisztviselői státusza volt, aki édesapja viszonylag korai, 1937 júliusában bekövetkezett halála következtében egy évtizeden át kénytelen volt részben eltartani édesanyját és tíz testvérét, köztük egy bátyja, aki akkoriban sikertelen író volt (apja szolgálatából valószínűleg járt volna némi nyugdíj anyja és kiskorú testvérei számára); azonban más testvérek jelentős szakmai sikereket értek el – az egyik, Kevin (más néven Caoimhín Ó Nualláin) az ókori klasszikusok professzora volt a dublini egyetemen, egy másik, Micheál Ó Nualláin neves művész, továbbá Ciaran O Nuallain író, regényíró, kiadó és újságíró is volt. Tekintettel Írország 1930 és 1960 közötti éveinek kétségbeejtő szegénységére, a közalkalmazotti állás tekintélyesnek számított, mivel biztonságos és nyugdíjas volt, megbízható készpénzjövedelem mellett egy nagyrészt agrárgazdaságban. Az ír közszolgálat az ír polgárháború óta meglehetősen szigorúan apolitikus: a közszolgálati szabályzat és a szolgálat belső kultúrája általában megtiltja az irodai tiszti szint feletti köztisztviselőknek, hogy nyilvánosan kinyilvánítsák politikai nézeteiket. Gyakorlatilag ez azt jelentette, hogy O’Brien pályafutása során általában tilos volt az újságokban aktuális eseményekről írni az osztály engedélye nélkül, amelyet cikkenként, publikációnként adtak meg. Ez a tény önmagában is hozzájárult ahhoz, hogy O’Brien álneveket használt (mint Flann O’Brien, Myles na Gopaleen, Brother Barnabas, George Knowall), bár már a polgári szolgálat előtti írásaiban is elkezdett karakterszerzőket alkotni.
O’Brien meglehetősen magas rangra jutott, és Seán T. O’Kelly (miniszter, majd Írország elnöke) és Seán MacEntee, egy befolyásos politikai személyiség magántitkáraként szolgált, akik szinte biztosan tudták vagy sejtették, hogy „na gCopaleen” O’Brien volt. Noha O’Brien írásai gyakran kigúnyolták a közszolgálatot, karrierje nagy részében viszonylag fontos és nagyra becsült személy volt (a miniszterek magántitkárának kinevezett köztisztviselőket általában magas rangúnak tekintették) és kényes feladatokat bíztak rá, mint például az 1943-as cavani árvaházi tűzvész nyilvános vizsgálatának lebonyolítása („titkárként”), és egy javasolt ír Nemzeti Egészségügyi Szolgálat (National Health Service) tervezése, amely az Egyesült Királyságot utánozza, osztálya égisze alatt – a tervezést kellőképpen kigúnyolta álnevű rovatában.
A valóságban az, hogy Brian O’Nolan volt Flann O’Brien és Myles na gCopaleen, nyílt titok volt, kollégái nagyrészt figyelmen kívül hagyták és nagyon szórakoztatónak találták írásait; ez a közszolgálat felépítéséből adódott, amely versenyvizsgával toborozta a vezető diplomásokat – művelt és viszonylag liberális testület volt az 1930-as évektől a hetvenes évekig Írországban. Mindazonáltal, ha O’Nolan erőltette volna a kérdést, ha valamelyik ismert álnevét vagy a saját nevét használta volna egy olyan cikkhez, amely komolyan felzaklatta a politikusokat, valószínűleg következményei lettek volna – ami hozzájárult volna az akut álnévproblémához a munkája mai megítélése során.
Fokozatosan mélyülő alkoholizmusa, legendásan felháborító, gyakran ittas viselkedése és az a szokása, hogy az újság hasábjain becsmérlő és egyre vakmerőbb megjegyzéseket tett magas rangú politikusokra, a felháborodást követően, 1953-ban a közszolgálatból történő kényszernyugdíjazásához vezetett, miután feldühített egy kevésbé kifinomult (és sokkal kevésbé toleráns) minisztert, aki ráébredt, hogy több, egy adott politikus intellektusát vad kifejezésekkel gúnyoló rovat meg nem nevezett célpontja.

## Magánélete
Bár O’Nolan élete során jól ismert személy volt Dublinban, viszonylag keveset tudunk magánéletéről. 1935-ben csatlakozott az ír közszolgálathoz, a helyi önkormányzati minisztériumban dolgozott. Apja 1937-ben bekövetkezett halála után körülbelül egy évtizedig jövedelméből segített eltartani testvéreit (összesen tizenegyen voltak). 1948. december 2-án feleségül vette Evelyn McDonnellt, a Helyi Önkormányzati Minisztérium gépírónőjét. Házasságkötése során a blackrocki szülői házból a közeli Merrion Avenue-ra költözött, ahol halála előtt több helyen lakott Dél-Dublinban. A párnak nem volt gyermeke.

## Egészsége és halála

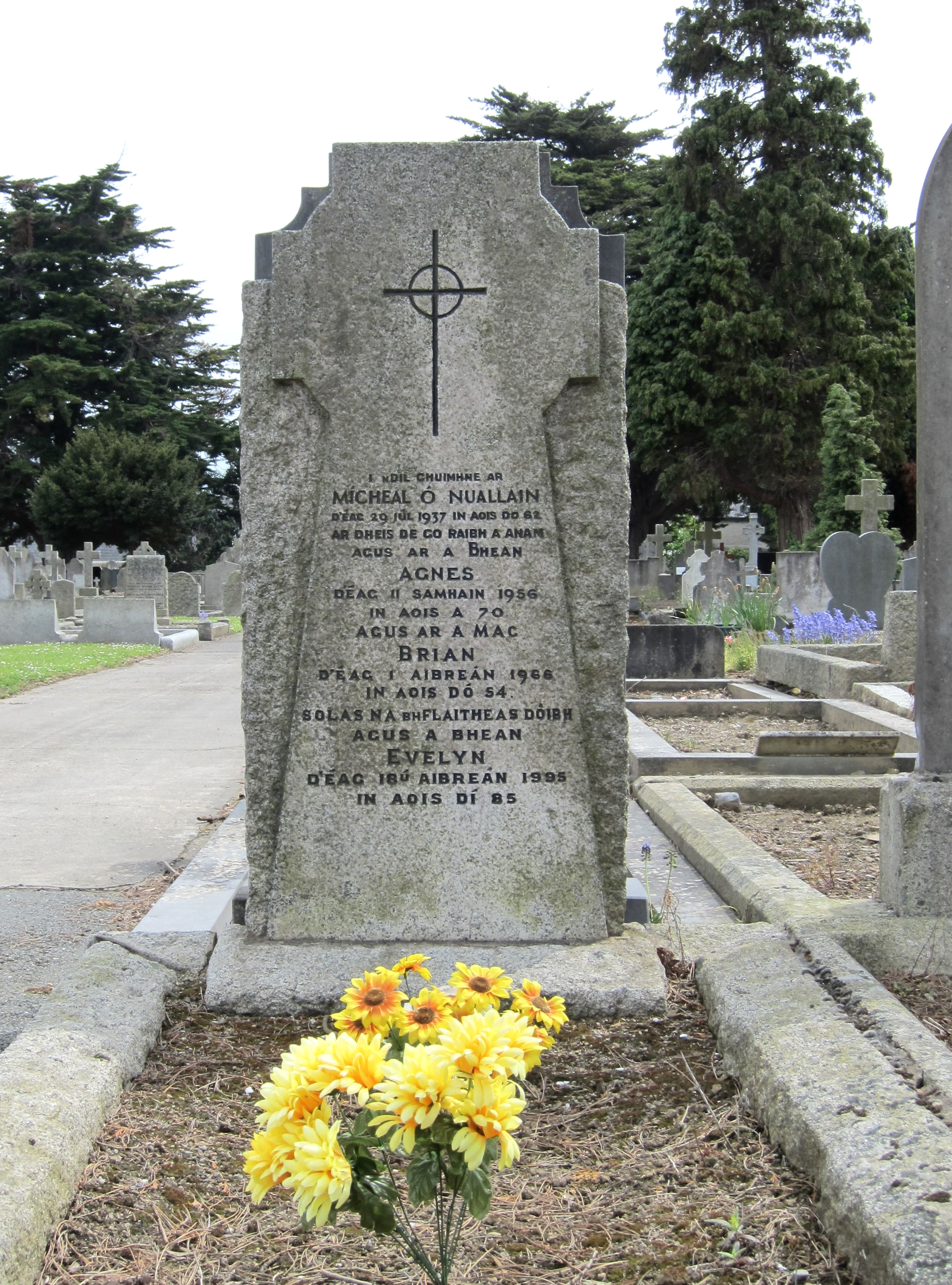
Brian O’Nolan, szülei és felesége sírja (Deansgrange temető, Dublin)

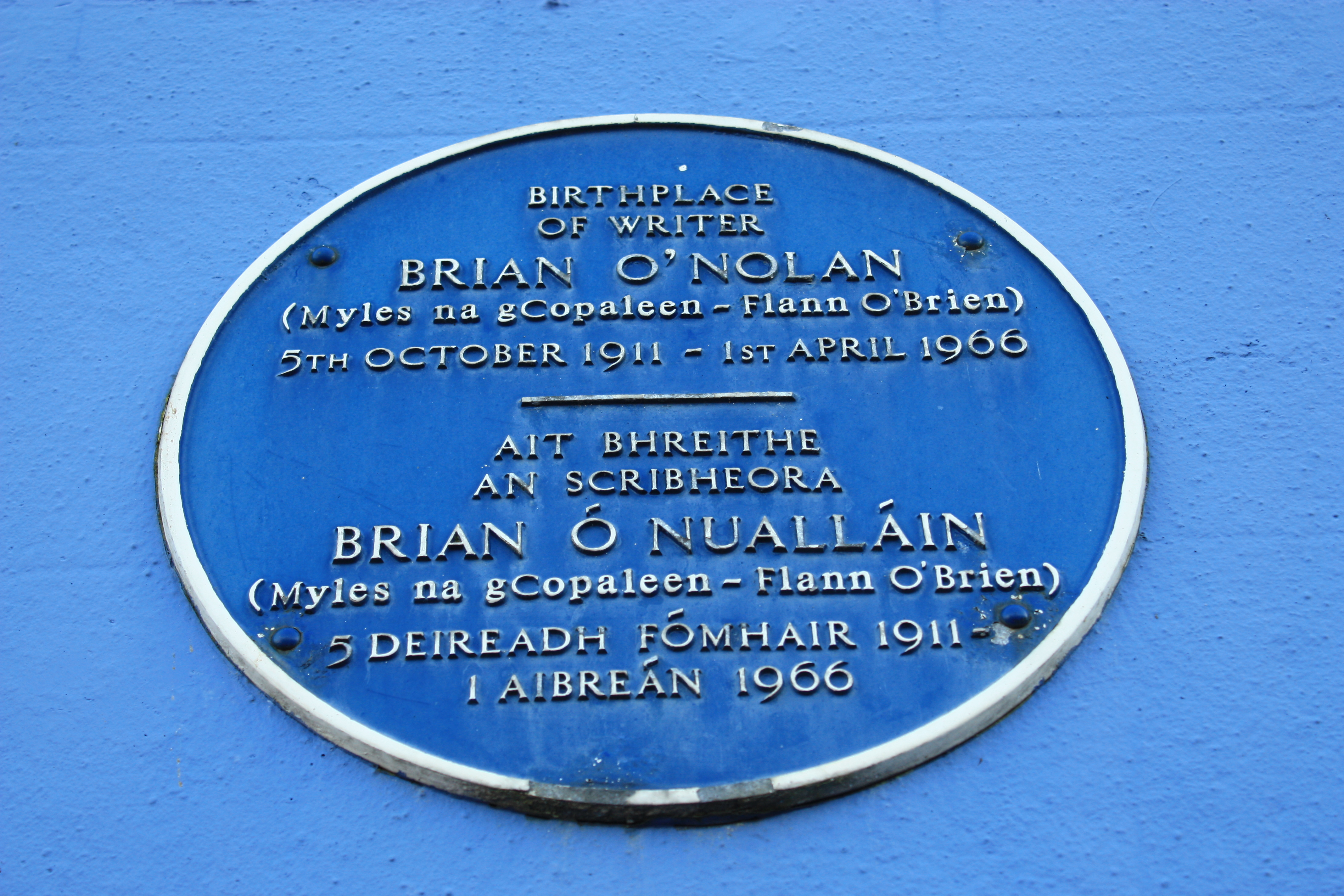
Emléktábla O’Brien születési helyén (Strabane)

O’Nolan élete nagy részében alkoholista volt, későbbi éveiben pedig rosszullétektől szenvedett. Gégerákja volt és szívrohamban halt meg 1966. április 1-jén reggel.

## Etimológia
O’Brien újságírói álneve Dion Boucicault The Colleen Bawn című drámájában szereplő karaktertől (Myles-na-Coppaleen) származik (ami maga Gerald Griffin The Collegians című darabjának adaptációja), aki a sztereotip bájos ír szélhámos. A darab egy pontján elénekli az ír brigádok ősi himnuszát a kontinensen, az „An Crúiscín Lán” című dalt (innen ered a rovat neve az Irish Times-ban).
A capall, a „ló” ír szó (a vulgáris latin caballus szóból), az „een” (írül ín-nek írják) pedig kicsinyítő utótag. A na gCapaillín előtag az ő ulsteri ír dialektusában a genitivus többes szám (a standard ír a „Myles na gCapaillíní” lenne), tehát a Myles na gCopaleen jelentése „a kis lovak Myles-sza”. A Capaillín, a „póni” ír szó is, mint Írország leghíresebb és legősibb őshonos lófajtája, a Connemara póni nevében.
Maga O’Brien mindig ragaszkodott a „Myles of the Ponies” fordításhoz, mondván, hogy nem érti, miért kell a póni fejedelemségét alárendelni a ló imperializmusának.

## Emlékezete
O’Brient félig komolyan „tudományos prófétaként” is emlegették a termodinamikáról, a kvaternióelméletről és az atomelméletről szóló írásaival kapcsolatban.
Az írót ábrázoló bronzszobor a dublini Fleet Streeten, a Palace Bar előtt áll.

## Munkái

### Regények
- At Swim-Two-Birds (Longman Green & Co. 1939)
- The Third Policeman (written 1939–1940, published posthumously by MacGibbon & Kee 1967)
- An Béal Bocht (credited to Myles na gCopaleen, published by An Preas Náisiúnta 1941, translated by Patrick C. Power as The Poor Mouth 1973)
- The Hard Life (MacGibbon & Kee 1961)
- The Dalkey Archive (MacGibbon & Kee 1964)
- Slattery's Sago Saga (hét fejezete egy 1964–1966 körül íródott befejezetlen regénynek, amelyet később a Stories and Plays, Hart-Davis, MacGibbon 1973 és The Short Fiction of Flann O’Brien, Dalkey Archive Press 2013 gyűjteményekben publikáltak, Neil Murphy és Keith Hopper szerkesztette.)

### Újságrovatok
Legismertebb újságrovata, a „Cruiskeen Lawn” 1940 és 1966 között rendszeresen jelent meg az „Irish Times”-ban. A rovat kezdetben Myles na gCopaleen nevéhez fűződik, de 1952 végétől Myles na Gopaleen néven jelent meg. Az ebből a rovatból származó válogatások négy gyűjteményben jelentek meg:
- The Best of Myles (MacGibbon & Kee 1968)
- Further Cuttings from Cruiskeen Lawn (Hart-Davis, MacGibbon 1976)
- The Hair of the Dogma (Hart-Davis 1977)
- Flann O’Brien at War: Myles na gCopaleen 1940–1945 (Duckworth 1999); also published as At War.

O’Brien vezetett egy rovatot is „Bones of Contition” címmel, amely George Knowall néven jelent meg a carlowi „The Nationalist and Leinster Times”-ban 1960 és 1966 között.
- Myles Away from Dublin (Granada 1985).

### Más gyűjtemények
- A Bash in the Tunnel (O’Brien James Joyce-ról szóló esszéje ezzel a címmel ebben a John Ryan által szerkesztett könyvben jelenik meg, amelyet a Clifton Books adott ki 1970, Patrick Kavanagh(wd), Samuel Beckett, Ulick O’Connor és Edna O’Brien esszéi mellett.).
- Stories and Plays (Hart-Davis, MacGibbon 1973), a következőkkel: Slattery’s Sago Saga, "The Martyr’s Crown", "John Duffy’s Brother", "Faustus Kelly" and "A Bash in the Tunnel"
- The Various Lives of Keats and Chapman and The Brother, edited and introduced by Benedict Kiely, Hart-Davis, MacGibbon 1976, ISBN 0 246 10643 3
- Myles Before Myles (Granada 1985), válogatás Brian O’Nolan írásaiból az 1930-as évekből.
- Rhapsody in St Stephen's Green (színdarab, a Pictures from the Insects' Life, „Képek a rovarok életéből” adaptációja), (Lilliput Press 1994)
- The Short Fiction of Flann O’Brien, szerkesztette Neil Murphy & Keith Hopper (Dalkey Archive Press 2013), including "John Duffy’s Brother", "Drink and Time in Dublin" and "The Martyr’s Crown"
- Plays & Teleplays, edited by Daniel Keith Jernigan, Dalkey Archive Press 2013, ISBN 978-1-56478-890-0

### Magyarul
- A fába szorult féreg. Regény (An Béal Bocht) – Európa, Budapest, 1982 · ISBN 9630723808 · fordította: Veres Júlia · utószó: Takács Ferenc · illusztrálta: Hegedűs István
- A harmadik rendőr (The Third Policeman) – Geopen, Budapest, 2003 · ISBN 9639093807 · fordította: Török Gábor
- Úszikkétmadáron (At Swim-Two-Birds) – Koinónia, Kolozsvár, 2009 · ISBN 9789737605795 · fordította: Mihálycsa Erika, Csizmadia Gábor

## Fordítás
- Ez a szócikk részben vagy egészben  a   Flann O'Brien című angol Wikipédia-szócikk fordításán alapul.  Az eredeti cikk szerkesztőit annak laptörténete sorolja fel. Ez a jelzés csupán a megfogalmazás eredetét és a szerzői jogokat jelzi, nem szolgál a cikkben szereplő információk forrásmegjelöléseként.